# San Francisco 49ers 2009
La stagione 2009 dei San Francisco 49ers è stata la 60ª della franchigia nella National Football League, la prima completa di Mike Singletary come capo-allenatore. Fu il settimo anno consecutivo in cui la squadra ebbe un coordinatore offensivo diverso dall'anno precedente. Una sconfitta contro i Philadelphia Eagles nel quindicesimo turno della stagione condannò i Niners a rimanere ancora fuori dai playoff.
Malgrado l'essere rimasto in panchina per 5 gare mezzo, Alex Smith lanciò l'allora primato in carriera di 2.530 yard, con 18 touchdown e 12 intercetti. Frank Gore corse 1.120 yard e 13 touchdown, venendo convocato per il suo secondo Pro Bowl. Il tight end Vernon Davis diede una svolta alla sua carriera guidando la squadra con 965 yard e 13 touchdown, all'epoca un record NFL eguagliato per un tight end. Il wide receiver rookie Michael Crabtree, che aveva scioperato nelle prime quattro gare della stagione, fece registrare dei solidi numeri con 48 ricezioni per 625 yard e 2 touchdown. In difesa, Patrick Willis guidò la lega per la seconda volta negli ultimi tre anni in tackle con 152.

## Scelte nel Draft 2009

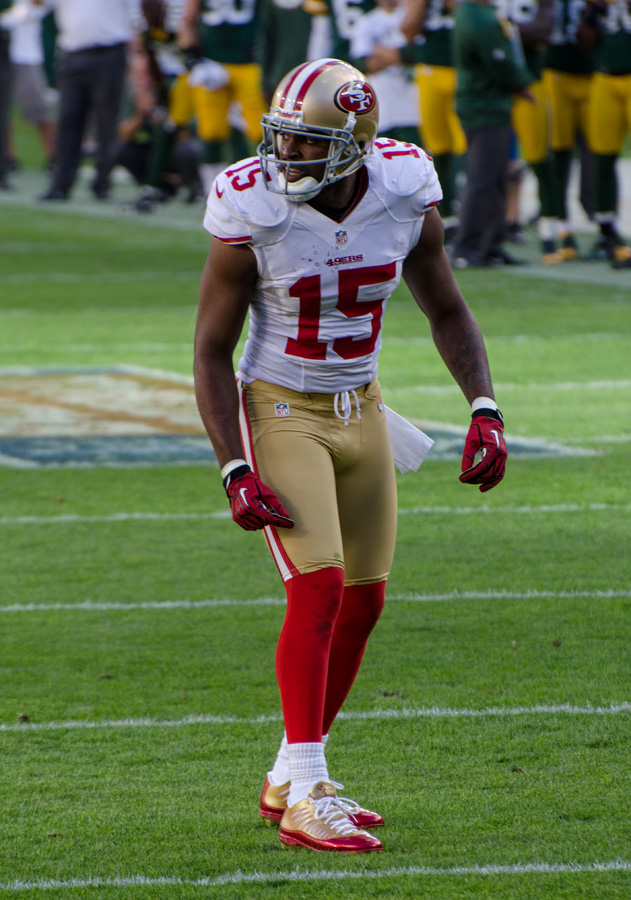
Michael Crabtree fu la scelta del primo giro dei 49ers nel 2009.

| Ordine | Ordine | Ordine | Giocatore           | Ruolo     | College                         |
| Giro   | Scelta | Totale | Giocatore           | Ruolo     | College                         |
| ------ | ------ | ------ | ------------------- | --------- | ------------------------------- |
| 1      | 10     | 10     | Michael Crabtree    | WR        | Texas Tech                      |
| 2      | 11     | 43     | Scambiata           | Scambiata | Scambiata coi Carolina Panthers |
| 3      | 10     | 74     | Glen Coffee         | RB        | Alabama                         |
| 4      | 11     | 111    | Scambiata           | Scambiata | Scambiata coi Carolina Panthers |
| 5      | 10     | 146    | Scott McKillop      | ILB       | Pitt                            |
| 5      | 35     | 171    | Nate Davis          | QB        | Ball State                      |
| 6      | 11     | 184    | Bear Pascoe         | TE        | Fresno State                    |
| 7      | 10     | 219    | Curtis Taylor       | S         | LSU                             |
| 7      | 35     | 244    | Ricky Jean-Francois | DT        | LSU                             |

## Partite

### Stagione regolare
| Turno                                                   | Data               | Ora                | Avversario             | Risultato          | Risultato          | Stadio                        | TV                 | NFL.com recap      |                    |
| Turno                                                   | Data               | Ora                | Avversario             | Punteggio          | Record             | Stadio                        | TV                 | NFL.com recap      |                    |
| ------------------------------------------------------- | ------------------ | ------------------ | ---------------------- | ------------------ | ------------------ | ----------------------------- | ------------------ | ------------------ | ------------------ |
| 1                                                       | 13/9               | 1:15 pm PDT        | at Arizona Cardinals   | V 20–16            | 1–0                | University of Phoenix Stadium | Fox                | Recap              |                    |
| 2                                                       | 20/9               | 1:05 pm PDT        | Seattle Seahawks       | V 23–10            | 2–0                | Candlestick Park              | Fox                | Recap              |                    |
| 3                                                       | 27/9               | 10 a.m. PDT        | at Minnesota Vikings   | S 24–27            | 2–1                | Hubert H. Humphrey Metrodome  | Fox                | Recap              |                    |
| 4                                                       | 4/10               | 1:15 pm PDT        | St. Louis Rams         | V 35–0             | 3–1                | Candlestick Park              | Fox                | Recap              |                    |
| 5                                                       | 11/10              | 1:05 pm PDT        | Atlanta Falcons        | S 10–45            | 3–2                | Candlestick Park              | Fox                | Recap              |                    |
| 6                                                       | Settimana di pausa | Settimana di pausa | Settimana di pausa     | Settimana di pausa | Settimana di pausa | Settimana di pausa            | Settimana di pausa | Settimana di pausa | Settimana di pausa |
| 7                                                       | 25/10              | 10 a.m. PDT        | at Houston Texans      | S 21–24            | 3–3                | Reliant Stadium               | Fox                | Recap              |                    |
| 8                                                       | 1/11               | 10 a.m. PST        | at Indianapolis Colts  | S 14–18            | 3–4                | Lucas Oil Stadium             | Fox                | Recap              |                    |
| 9                                                       | 8/11               | 1:15 pm PST        | Tennessee Titans       | S 27–34            | 3–5                | Candlestick Park              | CBS                | Recap              |                    |
| 10                                                      | 12/11 (giovedì)    | 5:20 pm PST        | Chicago Bears          | V 10–6             | 4–5                | Candlestick Park              | NFLN               | Recap              |                    |
| 11                                                      | 22/11              | 10 a.m. PST        | at Green Bay Packers   | S 24–30            | 4–6                | Lambeau Field                 | Fox                | Recap              |                    |
| 12                                                      | 29/11              | 1:05 pm PST        | Jacksonville Jaguars   | V 20–3             | 5–6                | Candlestick Park              | CBS                | Recap              |                    |
| 13                                                      | 6/12               | 1:15 pm PST        | at Seattle Seahawks    | S 17–20            | 5–7                | Qwest Field                   | Fox                | Recap              |                    |
| 14                                                      | 14/12 (lunedì)     | 5:30 pm PST        | Arizona Cardinals      | V 24–9             | 6–7                | Candlestick Park              | ESPN               | Recap              |                    |
| 15                                                      | 20/12              | 1:15 pm PST        | at Philadelphia Eagles | S 13–27            | 6–8                | Lincoln Financial Field       | Fox                | Recap              |                    |
| 16                                                      | 27/12              | 1:05 pm PST        | Detroit Lions          | V 20–6             | 7–8                | Candlestick Park              | Fox                | Recap              |                    |
| 17                                                      | 3/1                | 10 a.m. PST        | at St. Louis Rams      | V 28–6             | 8–8                | Edward Jones Dome             | Fox                | Recap              |                    |
| NOTA: Le gare della propria division sono in grassetto. |                    |                    |                        |                    |                    |                               |                    |                    |                    |